# Mineralfreibad Oberes Bottwartal

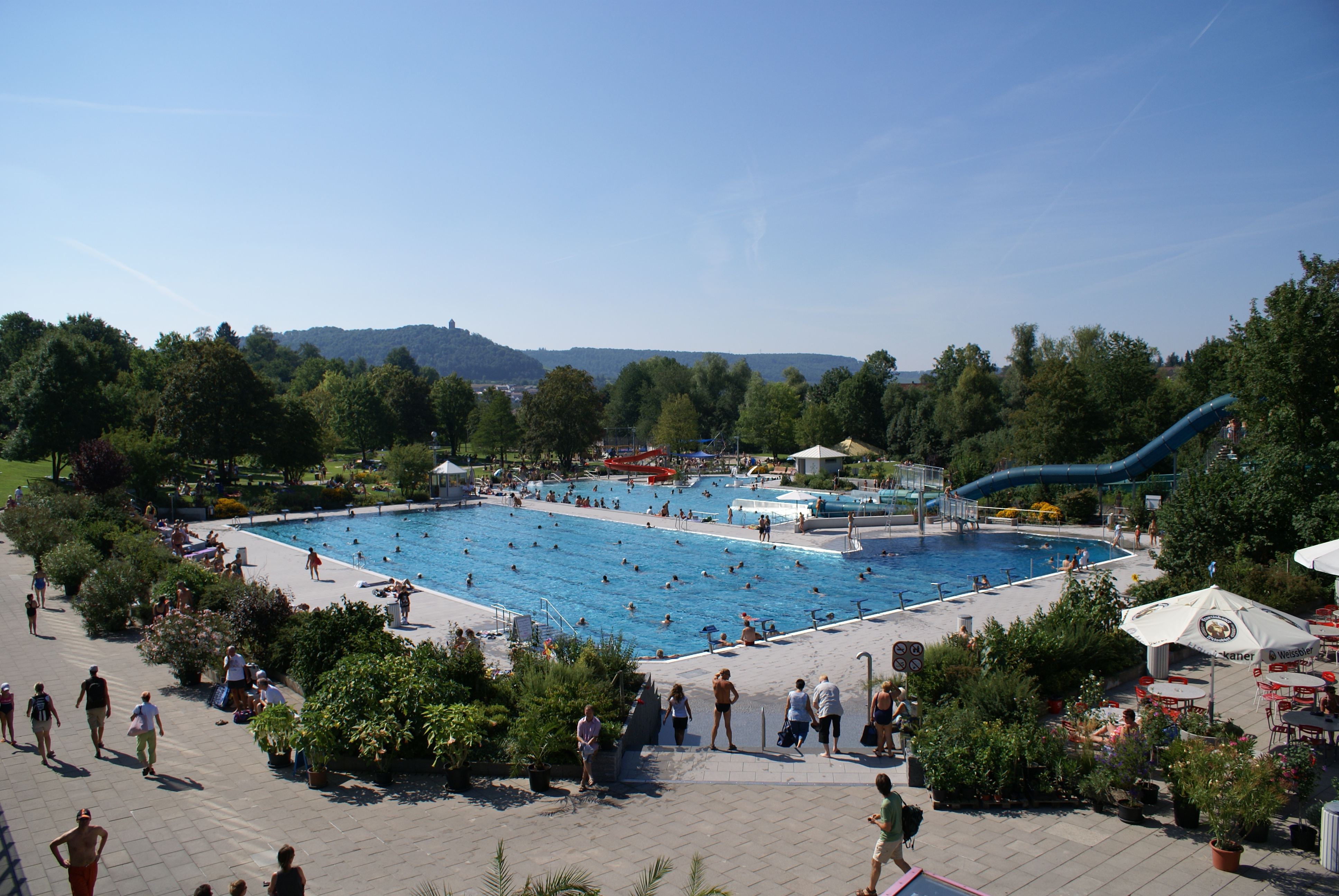
Mineralfreibad Oberes Bottwartal

Das Mineralfreibad Oberes Bottwartal ist ein Freibad mit Mineralwasser in Oberstenfeld. Es wurde im Jahre 1975 vom Zweckverband Mineralfreibad Oberes Bottwartal, dem Vertreter der Gemeinde Oberstenfeld und der Stadt Beilstein angehören, eröffnet. Zum Saisonbeginn 2006 wurden die Schwimmbecken saniert und mit Edelstahl ausgekleidet.

## Schwimmbecken

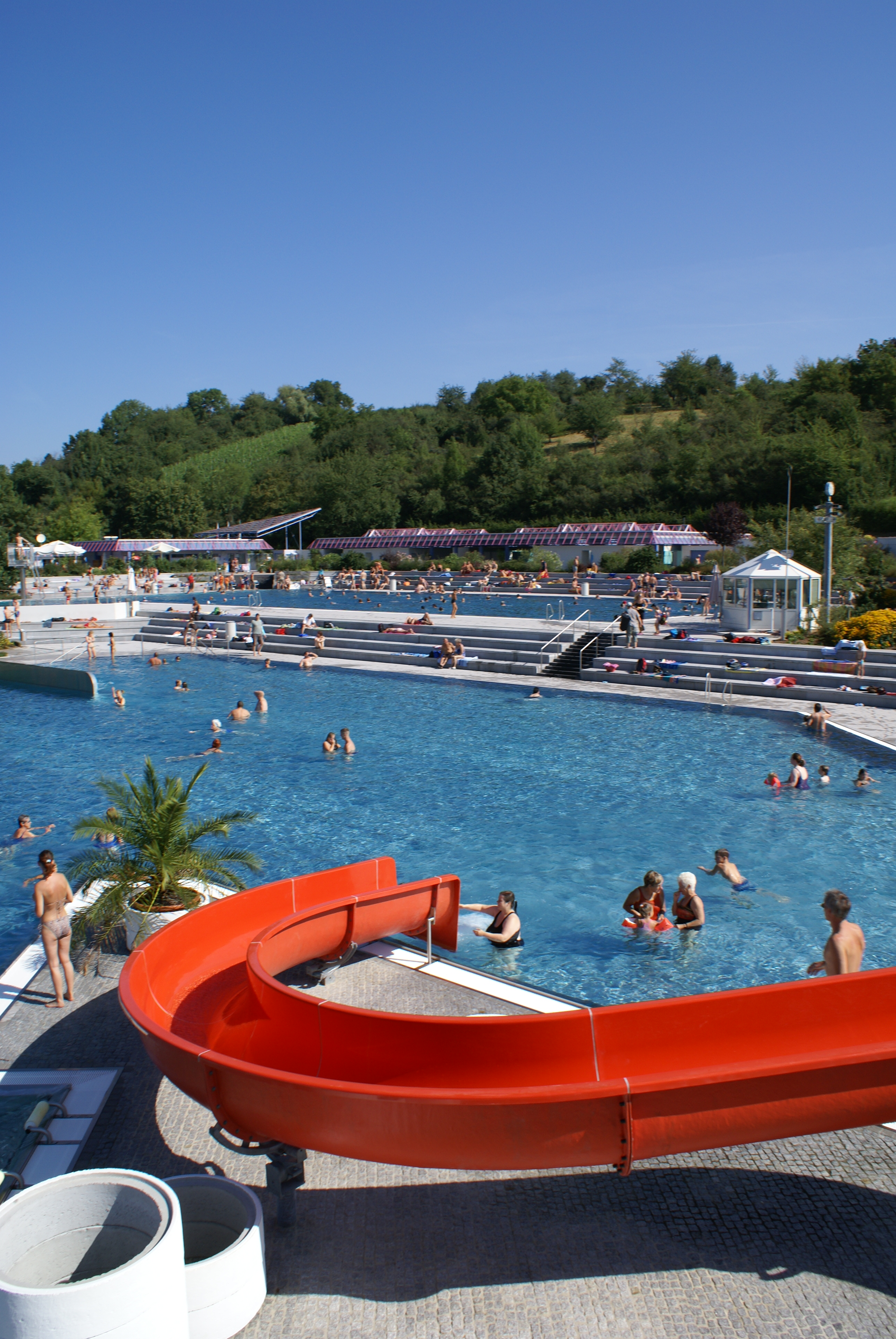
Nichtschwimmerbecken

- 50-m-Schwimmerbecken mit acht Schwimmbahnen
- Nichtschwimmerbecken Wasserfläche 1150 m²
- Wellnessbereich mit Strudel und Massagedüsen, ans Nichtschwimmerbecken angeschlossen
- Kindererlebnisbecken

Die Schwimmbecken sind auf etwa 24 °C beheizt. Die Heizung des Wassers erfolgt hauptsächlich durch Sonnenenergie. Die Liegewiese des Freibads umfasst eine Fläche von 2,5 ha.

## Attraktionen
Als Attraktionen gelten die vier Wasserrutschbahnen mit unterschiedlichen Schwierigkeitsgraden:
- 100-m-Kurvenrutschbahn
- 40-m-Steilrutschbahn
- 27-m-Breitrutschbahn
- 25-m-Kinderrutschbahn
- Sprunganlage mit 3-m- und 1-m-Brett
- Trampolinanlage (aufpreispflichtig)
- Volleyballfelder
- abgetrennter FKK-Bereich

## Photovoltaikanlage
Auf dem Parkplatz des Freibads wurde im Juni 2025 die deutschlandweit größte Photovoltaikanlage an einem Freibad in Betrieb genommen. Die Anlage besteht aus 1.008 Modulen und verfügt über eine Bruttoleistung von 438 kWp.